# 第一代雷德斯代尔男爵阿尔杰农·米特福德
第一代雷德斯代尔男爵阿尔杰农·弗里曼·米特福德（英語：Algernon Freeman-Mitford, 1st Baron Redesdale，1837年2月24日—1916年8月17日）也称密福特，是英国的外交官、收藏家、作家。